# 프레더릭 브룩스

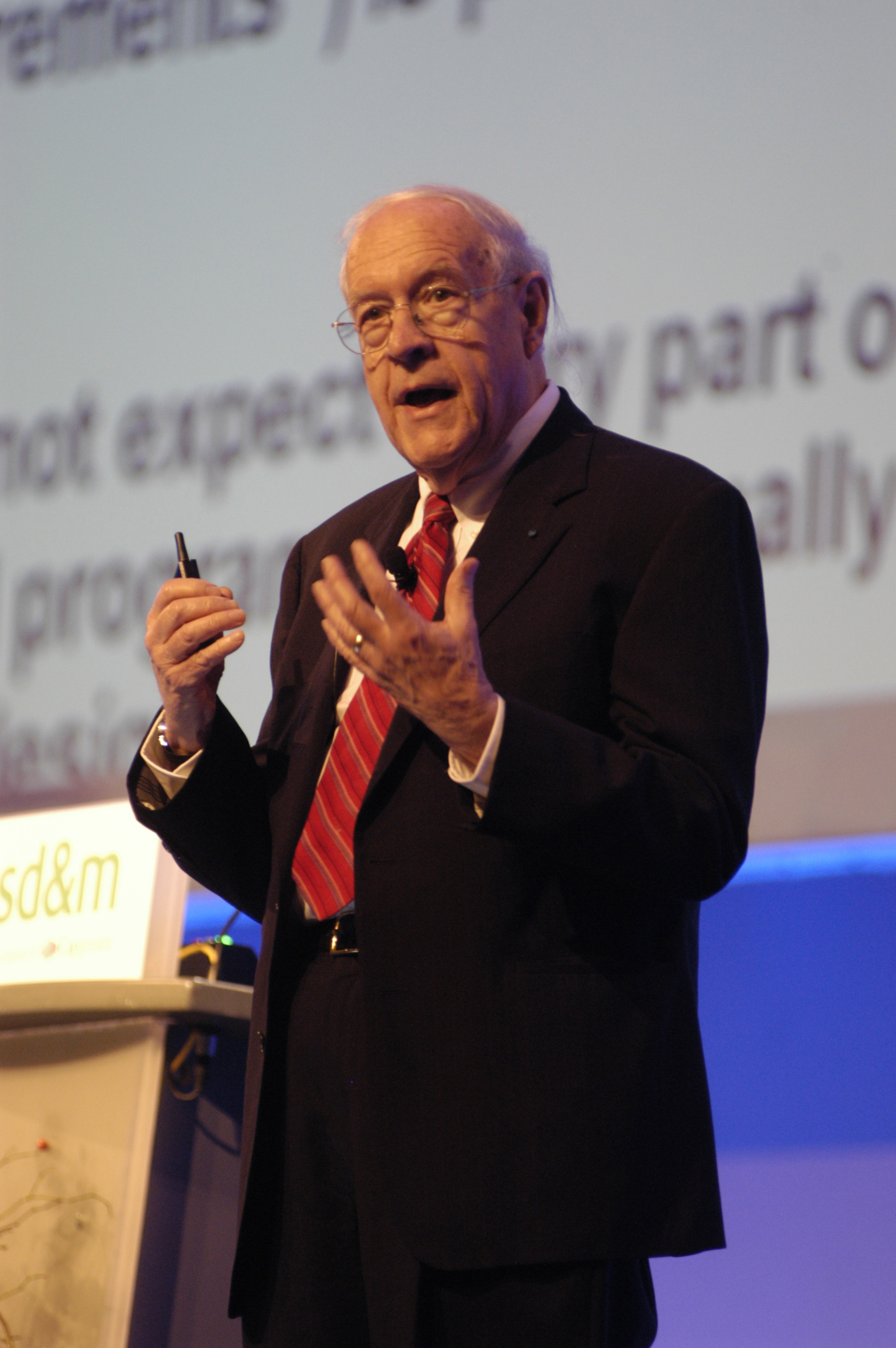
프레더릭 브룩스

프레더릭 필립스 브룩스 2세(Frederick Philips Brooks, Jr., 1931년 4월 19일 ~ 2022년 11월 17일)는 미국의 소프트웨어 엔지니어이자, 컴퓨터 과학자이다. IBM의 시스템/360 개발을 지휘한 것으로 유명하다.

## 생애
노스캐롤라이나주 출신으로, 1953년 듀크 대학교을 졸업했으며, 1956년 하버드 대학교에서 응용 수학(전산학) 박사학위를 땄다. 하워드 에이켄이 그의 지도교관이었다. 1965년 브룩스는 IBM를 퇴직, 노스캐롤라이나 대학 컴퓨터 과학과를 설립해, 그 앞으로 20년에 걸쳐서 학과장을 근무했다. 1975년 저서《맨먼스 미신》(The Mythical Man-Month)에서 소프트웨어 공학에 관련한 법칙인 브룩스의 법칙을 제창했다.
브룩스는 1999년 전산학의 노벨상인 튜링상을 수상했다. 
노년에도 컴퓨터 과학이나 가상 현실의 교육을 현역으로 계속 하고 있었고 2022년 사망하였다.